# Freestyle-Skiing-Juniorenweltmeisterschaften 2018
Die 12. FIS Freestyle-Skiing-Juniorenweltmeisterschaften fanden am 24. Februar 2018 in Minsk, am 14. und 15. April 2018 in Duved und vom 24. August bis zum 4. September 2018 in Cardrona statt. Ausgetragen wurden Wettkämpfe im Moguls, Dual Moguls, Aerials, Skicross, Halfpipe, Slopestyle und Big Air. Die Wettbewerbe in Cardrona wurden zeitgleich mit den Snowboard-Juniorenweltmeisterschaften 2018 durchgeführt.

## Medaillenspiegel
| Platz | Land                   | Gold | Silber | Bronze | Gesamt |
| ----- | ---------------------- | ---- | ------ | ------ | ------ |
| 1     | Russland               | 3    | 2      | 4      | 9      |
| 2     | Schweden               | 3    | 1      | -      | 4      |
| 3     | Estland                | 2    | 1      | -      | 3      |
| 4     | Vereinigte Staaten     | 1    | 3      | -      | 4      |
| 5     | Japan                  | 1    | 1      | 2      | 4      |
| 6     | Kanada                 | 1    | 1      | -      | 2      |
| 7     | Schweiz                | 1    | -      | 2      | 3      |
| 8     | Vereinigtes Königreich | 1    | -      | 1      | 2      |
| 9     | Neuseeland             | 1    | -      | -      | 1      |
| 10    | Volksrepublik China    | -    | 1      | 2      | 3      |
| 11    | Frankreich             | -    | 1      | 1      | 2      |
| 11    | Norwegen               | -    | 1      | 1      | 2      |
| 13    | Belarus                | -    | 1      | -      | 1      |
| 13    | Österreich             | -    | 1      | -      | 1      |
| 15    | Spanien                | -    | -      | 1      | 1      |
|       | Gesamt                 | 14   | 14     | 14     | 42     |

## Ergebnisse Frauen

### Aerials
| Platz | Land                | Sportlerin           |
| ----- | ------------------- | -------------------- |
| 1     | Russland            | Ljubow Nikitina      |
| 2     | Volksrepublik China | Shao Qi              |
| 3     | Schweiz             | Carol Bouvard        |
| 4     | Russland            | Kristina Spiridonowa |
| 5     | Russland            | Anastasiia Prytkova  |
| 6     | Deutschland         | Emma Weiß            |
| 7     | Belarus             | Yana Yarmashevich    |
| 8     | Schweiz             | Alexandra Bär        |
| 9     | Kasachstan          | Marzhan Akzhigit     |
| 10    | Belarus             | Valeryia Balmatava   |

Datum: 24. Februar 2018

Es waren 17 Teilnehmerinnen am Start.

Weitere Teilnehmerinnen aus deutschsprachigen Ländern:

 Pauline Weiß: 13. Platz

### Moguls
| Platz | Land                   | Sportlerin               |
| ----- | ---------------------- | ------------------------ |
| 1     | Japan                  | Kisara Sumiyoshi         |
| 2     | Japan                  | Hinako Tomitaka          |
| 3     | Russland               | Wiktorija Lasarenko      |
| 4     | Kanada                 | Berkley Brown            |
| 5     | Vereinigtes Königreich | Makayla Gerken Schofield |
| 6     | Kanada                 | Maia Schwinghammer       |
| 7     | Schweden               | Thea Wallberg            |
| 8     | Deutschland            | Sophie Weese             |
| 9     | Japan                  | Chihiro Kajiwara         |
| 10    | Vereinigte Staaten     | Madison Hogg             |

Datum: 14. April 2018

Es waren 36 Teilnehmerinnen am Start.

Weitere Teilnehmerinnen aus deutschsprachigen Ländern:

 Lena Mayer: 25. Platz

 Hanna Weese: 28. Platz

 Julia Schwendinger: 30. Platz

### Dual Moguls
| Platz | Land     | Sportlerin           |
| ----- | -------- | -------------------- |
| 1     | Russland | Wiktorija Lasarenko  |
| 2     | Kanada   | Maia Schwinghammer   |
| 3     | Russland | Anastasia Kulikowa   |
| 4     | Russland | Anastassija Smirnowa |
| 5     | Japan    | Kisara Sumiyoshi     |
| 6     | Schweden | Thea Wallberg        |
| 7     | Russland | Ksenia Kuznetsova    |
| 8     | Kanada   | Berkley Brown        |

Datum: 15. April 2018

Es waren 35 Teilnehmerinnen am Start.

Weitere Teilnehmerinnen aus deutschsprachigen Ländern:

 Sophie Weese: 17. Platz

 Julia Schwendinger: 24. Platz

 Hanna Weese: 29. Platz

 Lena Mayer: 31. Platz

### Skicross
| Platz | Land                   | Sportlerin     |
| ----- | ---------------------- | -------------- |
| 1     | Kanada                 | Mikayla Martin |
| 2     | Vereinigte Staaten     | Mazie Hayden   |
| 3     | Vereinigtes Königreich | Elliane Hall   |
| 4     | Vereinigtes Königreich | Emma Peters    |
| 5     | Vereinigtes Königreich | Zoe Winthrop   |
| 6     | Slowakei               | Nikola Fricova |
| 7     | Vereinigtes Königreich | Faith Davie    |
| 8     | Neuseeland             | Kate Richards  |

Datum: 27. August 2018

Es waren acht Teilnehmerinnen am Start.

### Halfpipe
| Platz | Land                   | Sportlerin        |
| ----- | ---------------------- | ----------------- |
| 1     | Estland                | Kelly Sildaru     |
| 2     | Russland               | Walerija Demidowa |
| 3     | Volksrepublik China    | Zhang Kexin       |
| 4     | Vereinigte Staaten     | Svea Irving       |
| 5     | Vereinigte Staaten     | Eileen Gu         |
| 6     | Volksrepublik China    | Li Fanghui        |
| 7     | Vereinigtes Königreich | Zoe Atkin         |
| 8     | Volksrepublik China    | Wu Meng           |

Datum: 4. September 2018

Es waren 19 Teilnehmerinnen am Start.

### Slopestyle
| Platz | Land                   | Sportlerin           |
| ----- | ---------------------- | -------------------- |
| 1     | Estland                | Kelly Sildaru        |
| 2     | Russland               | Anastassija Tatalina |
| 3     | Japan                  | Kokone Kondo         |
| 4     | Kanada                 | Elena Gaskell        |
| 5     | Vereinigte Staaten     | Eileen Gu            |
| 6     | Russland               | Lana Prussakowa      |
| 7     | Vereinigtes Königreich | Kirsty Muir          |
| 8     | Vereinigtes Königreich | Constance Brogden    |

Datum: 31. August 2018

Es waren 16 Teilnehmerinnen am Start.

### Big Air
| Platz | Land                   | Sportlerin           |
| ----- | ---------------------- | -------------------- |
| 1     | Russland               | Anastassija Tatalina |
| 2     | Estland                | Kelly Sildaru        |
| 3     | Russland               | Lana Prussakowa      |
| 4     | Vereinigtes Königreich | Kirsty Muir          |
| 5     | Vereinigte Staaten     | Svea Irving          |
| 6     | Australien             | Abi Harrigan         |

Datum: 25. August 2018

Es waren sechs Teilnehmerinnen am Start.

## Ergebnisse Männer

### Aerials
| Platz | Land                | Sportler            |
| ----- | ------------------- | ------------------- |
| 1     | Schweiz             | Noé Roth            |
| 2     | Belarus             | Dzmitry Mazurkevich |
| 3     | Volksrepublik China | Sun Jiaxu           |
| 4     | Russland            | Kirill Samorodov    |
| 5     | Belarus             | Pawel Dsik          |
| 6     | Russland            | Maxim Burow         |
| 7     | Volksrepublik China | Li Zhonglin         |
| 8     | Kasachstan          | Lim Dimitriy        |
| 9     | Kasachstan          | Ildar Badrutdinov   |
| 10    | Russland            | Ruslan Katmanov     |

Datum: 24. Februar 2018

Es waren 22 Teilnehmer am Start.

Weitere Teilnehmer aus deutschsprachigen Ländern:

 Pirmin Werner: 16. Platz

 Andrin Schädler: 19. Platz

### Moguls
| Platz | Land                   | Sportler                |
| ----- | ---------------------- | ----------------------- |
| 1     | Schweden               | Loke Nilsson            |
| 2     | Schweden               | Albin Holmgren          |
| 3     | Frankreich             | Thibaud Mouille         |
| 4     | Vereinigte Staaten     | Tanner Lyle             |
| 5     | Russland               | Nikita Parkachev        |
| 6     | Schweden               | Walter Wallberg         |
| 7     | Kanada                 | Daniel Tanner           |
| 8     | Russland               | Nikita Novitckii        |
| 9     | Frankreich             | Marius Bourdette        |
| 10    | Vereinigtes Königreich | Thomas Gerken Schofield |

Datum: 14. April 2018

Es waren 46 Teilnehmer am Start.

Weitere Teilnehmer aus deutschsprachigen Ländern:

 Adrian Schlegel: 25. Platz

### Dual Moguls
| Platz | Land               | Sportler         |
| ----- | ------------------ | ---------------- |
| 1     | Schweden           | Walter Wallberg  |
| 2     | Frankreich         | Nicolas Degaches |
| 3     | Japan              | Takashi Koyama   |
| 4     | Vereinigte Staaten | George McQuinn   |
| 5     | Russland           | Ilya Chevskiy    |
| 6     | Finnland           | Riku Voutilainen |
| 7     | Vereinigte Staaten | Ian Beauregard   |
| 8     | Frankreich         | Thibaud Mouille  |

Datum: 15. April 2018

Es waren 45 Teilnehmer am Start.

Weitere Teilnehmer aus deutschsprachigen Ländern:

 Adrian Schlegel: 29. Platz

### Skicross
| Platz | Land                   | Sportler           |
| ----- | ---------------------- | ------------------ |
| 1     | Vereinigtes Königreich | Oliver Davies      |
| 2     | Österreich             | Sandro Siebenhofer |
| 3     | Russland               | Maxim Wikrow       |
| 4     | Australien             | Douglas Crawford   |
| 5     | Australien             | Robbie Morrison    |
| 6     | Japan                  | Tetsuya Furuno     |
| 7     | Neuseeland             | Ben Richards       |
| 8     | Kanada                 | Phillip Tremblay   |

Datum: 27. August 2018

Es waren 17 Teilnehmer am Start.

### Halfpipe
| Platz | Land                   | Sportler       |
| ----- | ---------------------- | -------------- |
| 1     | Neuseeland             | Nico Porteous  |
| 2     | Vereinigte Staaten     | Dylan Ladd     |
| 3     | Norwegen               | Birk Ruud      |
| 4     | Neuseeland             | Ben Harrington |
| 5     | Vereinigte Staaten     | Hunter Carey   |
| 6     | Vereinigte Staaten     | Connor Ladd    |
| 7     | Volksrepublik China    | Mao Bingqiang  |
| 8     | Vereinigtes Königreich | Sam Ward       |

Datum: 4. September 2018

Es waren 17 Teilnehmer am Start.

### Slopestyle
| Platz | Land               | Sportler           |
| ----- | ------------------ | ------------------ |
| 1     | Schweden           | Oliwer Magnusson   |
| 2     | Norwegen           | Sebastian Schjerve |
| 3     | Schweiz            | Kim Gubser         |
| 4     | Norwegen           | Birk Ruud          |
| 5     | Japan              | Taisei Yamamoto    |
| 6     | Vereinigte Staaten | Ryan Stevenson     |
| 7     | Neuseeland         | Fraser McClellan   |
| 8     | Japan              | Gen Fujii          |
| 9     | Neuseeland         | Ben Harrington     |
| 10    | Vereinigte Staaten | Cody Laplante      |

Datum: 31. August 2018

Es waren 44 Teilnehmer am Start.

Weitere Teilnehmer aus deutschsprachigen Ländern:

 Valentin Morrin: 12. Platz

### Big Air
| Platz | Land               | Sportler           |
| ----- | ------------------ | ------------------ |
| 1     | Vereinigte Staaten | Mac Forehand       |
| 2     | Vereinigte Staaten | Ryan Stevenson     |
| 3     | Spanien            | Thibault Magnin    |
| 4     | Vereinigte Staaten | Cody Laplante      |
| 5     | Norwegen           | Ulrik Samnøy       |
| 6     | Schweden           | Oliwer Magnusson   |
| 7     | Schweiz            | Kim Gubser         |
| 8     | Norwegen           | Sebastian Schjerve |
| 9     | Norwegen           | Birk Ruud          |
| 10    | Vereinigte Staaten | Kierman Fagan      |

Datum: 25. August 2018

Es waren 32 Teilnehmer am Start.

Weitere Teilnehmer aus deutschsprachigen Ländern:

 Valentin Morrin: 14. Platz